# Kotajärvi (Gällivare socken, Lappland, 740148-174309)
Kotajärvi är en sjö i Gällivare kommun i Lappland och ingår i Råneälvens huvudavrinningsområde. Kotajärvi ligger i Päivävuoma Natura 2000-område.